# WHOIS
WHOIS (etym. ang. who is) – protokół TCP oparty na zasadzie: pytanie/odpowiedź, który jest szeroko rozpowszechniony do wysyłania zapytań do baz danych DNS po to, by poznać właściciela domeny, adres IP lub inne informacje „teleadresowe”.
Protokół WHOIS był pierwotnie zaprojektowany do stosowania go z wiersza poleceń, współcześnie jednak istnieje wiele narzędzi, które można włączyć w strukturę stron WWW, umożliwiających znalezienie informacji o domenie lub adresie IP po wypełnieniu prostego formularza. Narzędzia te bazują jednak na funkcjonalności oryginalnego protokołu WHOIS i nie wyparły one wcześniej stosowanych narzędzi z wiersza poleceń, które są wciąż masowo wykorzystywane przez administratorów serwerów.
System WHOIS został pierwotnie stworzony jako metoda, za pomocą której administratorzy systemów mogli znajdować w prosty sposób informacje umożliwiające skontaktowanie się z innymi administratorami odpowiedzialnymi za serwery działające pod określonym numerem IP lub domeną, na zasadzie podobnej trochę do działania elektronicznej książki telefonicznej. Współcześnie na bazie informacji, które można pobrać za pomocą protokołu WHOIS, rozwinęło się wiele nowych technologii, takich jak uwierzytelnianie certyfikatów czy techniki zestawiania bezpiecznych połączeń SSL w trakcie operacji bankowych dokonywanych on-line. System ten bywa też jednak wykorzystywany niezgodnie z przeznaczeniem – np: do pozyskiwania adresów E-mail w celu rozsyłania spamu.
Z WHOIS ewoluował siostrzany protokół o nazwie RWhois.

## „Chudy” i „gruby” tryb działania
Istnieją dwie metody gromadzenia danych, które są dostępne na zapytania protokołem WHOIS:
- „gruby”: polega na tym, że jeden serwer WHOIS gromadzi informacje pochodzące od wszystkich firm i instytucji mających prawo rejestrowania domen i obsługi numerów IP z określonej grupy domen lub terytorium – np: „gruby” serwer WHOIS może gromadzić informacje o wszystkich domenach *.pl,
- „chudy”: jeden, centralny serwer WHOIS gromadzi informacje tylko o serwerach WHOIS firm i instytucji uprawnionych do rejestrowania domen i numerów IP bez pobierania szczegółowych danych o każdej domenie z osobna; pytanie do centralnego serwera jest w takim układzie przekierowywane od odpowiedniego serwera odpowiedniej firmy lub instytucji.

System „gruby” działa szybciej i odpowiedzi od niego mają bardziej ujednolicony charakter niezależnie od tego, o jaką domenę czy numer IP się pyta. Jeśli klient WHOIS nie zrozumie odpowiedzi od „cienkiego” serwera, rezultatem zapytania będzie tylko adres docelowego serwera WHOIS firmy lub instytucji odpowiedzialnej za daną domenę (oraz parę szczegółów o tej firmie czy instytucji), a nie faktyczny, oryginalny wpis w bazie danych dotyczący tej domeny czy numeru IP. Niestety protokół WHOIS jest tak skonstruowany, że nie można rozróżnić odpowiedzi od „grubych” i „cienkich” serwerów WHOIS. W ramach „cienkiego” systemu operatorzy domen i numerów IP mają jednak większą kontrolę nad tym, jakie informacje zamieszczają w tym systemie, a jakie nie.
Dla różnych zakresów domen DNS i numerów IP zaimplementowany jest gruby lub cienki system publicznie dostępnych serwerów WHOIS. Informacje o niektórych zakresach domen (Np: *.com i *.net) działają w oparciu o system „cienki”. Inne z kolei (np: *.org) oparte są na modelu „grubym”.

## Przykładowy rezultat zapytania do „grubego” serwera WHOIS
Zapytanie o właściciela domeny wikipedia.org:
```
Domain ID:D51687756-LROR
Domain Name:WIKIPEDIA.ORG
Created On:13-Jan-2001 00:12:14 UTC
Last Updated On:01-Mar-2006 12:39:33 UTC
Expiration Date:13-Jan-2015 00:12:14 UTC
Sponsoring Registrar:Go Daddy Software, Inc. (R91-LROR)
Status:CLIENT DELETE PROHIBITED
Status:CLIENT RENEW PROHIBITED
Status:CLIENT TRANSFER PROHIBITED
Status:CLIENT UPDATE PROHIBITED
Registrant ID:GODA-09495921
Registrant Name:
Wikimedia Foundation

Registrant Organization:Wikimedia Foundation Inc.
Registrant Street1:204 37th Ave N, #330
Registrant Street2:
Registrant Street3:
Registrant City:St. Petersburg
Registrant State/Province:Florida
Registrant Postal Code:33704
Registrant Country:US
Registrant Phone:+1.7272310101
Registrant Phone Ext.:
Registrant FAX:
Registrant FAX Ext.:
Registrant Email:noc@wikimedia.org
Admin ID:GODA-29495921
Admin Name:Jimmy Wales
Admin Organization:Wikimedia Foundation
Admin Street1:204 37th Ave. N. #330
Admin Street2:
Admin Street3:
Admin City:St. Petersburg
Admin State/Province:Florida
Admin Postal Code:33704
Admin Country:US
Admin Phone:+1.7276441636
Admin Phone Ext.:
Admin FAX:
Admin FAX Ext.:
Admin Email:jwales@bomis.com
Tech ID:GODA-19495921
Tech Name:Jason Richey
Tech Organization:Wikimedia Foundation
Tech Street1:19589 Oneida Rd.
Tech Street2:
Tech Street3:
Tech City:Apple Valley
Tech State/Province:California
Tech Postal Code:92307
Tech Country:US
Tech Phone:+1.7604869194
Tech Phone Ext.:
Tech FAX:
Tech FAX Ext.:
Tech Email:jasonr@bomis.com
Name Server:NS0.WIKIMEDIA.ORG
Name Server:NS1.WIKIMEDIA.ORG
Name Server:NS2.WIKIMEDIA.ORG
```